# La corona del Diavolo
La Corona del Diavolo (The Demon Crow) é un romanzo Triller di James Rollins  pubblicato nel 2017. E' il tredicesimo libro della serie della Sigma Force.
Trama: Alla sua morte nel 1829 James Smithson un chimico e Mineralogista britannico lascia mezzo milione di dollari ed una collezione di minerali agli Stati Uniti , cosa strana perchè lui non si è mai recato in America, ed è stato seppellito a Genova in Italia. Viene costruito un castello museo a suo nome contenente la collezione che però va perduta a causa di un incendio,  Alexander Graham Bell consigliere del Smithsonian museum affronta il viaggio per recuperare il corpo del Chimico e portarlo in America per la sepoltura. Nella Tomba trovano anche in Ambra particolare, con all'interno intrappolata da millenni una creatura preistorica. Trovano anche una strana incisione che li convince a nascondere questo reperto, che dopo anni verrà scoperto e da li nascerà una minaccia mondiale 

### Edizioni in Italiano:
- James Rollins, La Corona del Diavolo: romanzo, traduzione di Paolo Falcone, Milano: Nord, 2018
- James Rollins, La Corona del Diavolo: romanzo, traduzione di Paolo Falcone, Milano: Tea, 2019

| La corona del Diavolo | La corona del Diavolo       |
| --------------------- | --------------------------- |
| Titolo originale      | The Demon Crown             |
| Autore                | James Rollins               |
| 1ª ed. originale      | 2017                        |
| 1ª ed. italiana       | 2018                        |
| Genere                | romanzo                     |
| Sottogenere           | thriller                    |
| Lingua originale      | inglese                     |
| Serie                 | Sigma Force                 |
| Preceduto da          | La settima piaga            |
| Seguito da            | Il segreto dell'inquisitore |
|                       |                             |